# 1107

## Esdeveniments
- Penedès: Ràtzia de 1107[1]
- A la Xina comencen a imprimir-se bitllets de tres colors per evitar falsificacions